# 楊鎮原
杨镇原（？—？），字仲岳，號中岳，河南开封府陈州卫军籍。

## 生平
杨镇原是萬曆四十三年（1615年）乙卯科河南乡试举人，四十七年中式己未科會試第二百六十名，未廷試。崇祯元年（1628年）成戊辰科進士，次年（1629年）授山西阳城县知县，为政简單，安抚循良，五年（1632年）秋天流贼侵犯縣東，他招募壮勇，斩获不少。不久更多流贼剽掠，客兵往来，而旱災頻仍，他就修葺垣墙、建筑砦堡，整理保甲，結集器械火砲，给粮草饲料，施医药，更賣家业以資助军隊，建楼在城西北，日夜坐卧其中，与賊人始终相對。人民為此立祠祭祀他，邑人张慎言撰碑记。
之後杨镇原擢迁户科给事中，多次建言无不称旨。改任河东道左参议，死後葬在阳城县南坛侧，不時有人民祭祀，知县项龙章又加封树，命每年清明官準备牲醴致祭，著为令。